# 26323 Wuqijin
26323 Wuqijin este un asteroid din centura principală de asteroizi.

## Descriere
26323 Wuqijin este un asteroid din centura principală de asteroizi. A fost descoperit pe 10 noiembrie 1998 la Socorro, New Mexico, în cadrul proiectului LINEAR. Asteroidul prezintă o orbită caracterizată de o semiaxă mare de 2,35 ua, o excentricitate de 0,11 și o înclinație de 6,1° în raport cu ecliptica.